# Remosa gutrini
Remosa gutrini är en insektsart som beskrevs av Metcalf 1954. Remosa gutrini ingår i släktet Remosa och familjen Tropiduchidae. Inga underarter finns listade i Catalogue of Life.